# 杉原正貞
杉原 正貞（すぎはら まささだ、天保15年1月28日（1844年3月16日） - 明治26年（1893年）3月29日）は、備中国足守藩の家老。足守杉原家第7代当主。
第6代当主杉原正邦の長男。通称は寿男。

## 生涯
備中国足守に生まれ、家督を相続して家老となり、300石を給わる。明治に入ると大参事となり、廃藩後は集議員に列する。
明治26年（1893年）3月29日に50歳で病死し、菩提寺の大光寺に葬られた。